# ゼノンスタック
ゼノンスタック（XenonStack） は、エージェンティックシステムに特化したデータ・ファウンドリであり、企業がデータとコンピューティングインフラを活用して意思決定の加速とユーザー体験の向上を実現するコンポーザブルプラットフォームを構築している。
もともとインドのパンジャーブ州、チャンディーガルで設立され、その後アメリカ合衆国に本社を移転した。

## 歴史
ゼノンスタックは、2012年にナヴディープ・シン・ギルとジャグリート・コール博士によってArcadian Technocrats Consulting Pvt Ltd.として設立されました。2016年8月に、社名をXenonStackに変更しました。
ギルは地域の技術コミュニティを支援するために、機械学習とデータサイエンスの普及を目的としたPyData Chandigarh、Kubernetesエコシステムの促進を目的としたCNCF Chandigarh、クラウド、ビッグデータ、およびAIに関するキャリアを促すChandigarh.AIを立ち上げました。
2015年から2016年にかけて、同社は継続的デリバリー向けのDevOpsプラットフォーム「Nexastack」を開発し、のちにこれはコードとしてのインフラ（IaC）プラットフォームへと進化しました。
2018年から2019年には、データワークフローを最適化するモダンな統合プラットフォーム「ElixirData」を発表。2018年には、NexaStackがベンガルールで開催されたイベントにて、インドソフトウェア技術パーク（STPI）によって「2018年のベスト製品」に選出されました。
2020年から2021年にかけて、機械学習モデルの展開と管理を自動化するMLOpsプラットフォーム「Akira AI」を立ち上げました。
2023年には、ゼノンスタックはエージェンティックシステムとコンポーザブルプラットフォームに特化したデータ＆AIファウンドリとして再定義されました。同年、インドブランド・エクイティ財団（IBEF）により、インドで最も信頼されるITマネージドサービスプロバイダーのトップ10に選出されました。
2025年には、あらゆるAIモデルをあらゆるクラウド環境で展開可能な統合推論プラットフォーム「Nexastack.ai」を発表しました。また、Akira AIはインテリジェントで自律的なシステムの開発・編成をサポートする統合エージェンティックプラットフォームへと進化しました。さらに、エージェンティックAI能力を強化するため、大手クラウドプロバイダーとの戦略的提携も発表しました。